# María Aurelia Bisutti
María Aurelia Bisutti (20 de junio de 1930 - 12 de abril de 2010) fue una actriz argentina. También utilizó los seudónimos de Aurelia Bisú y María Pisutti.

## Actividad artística
Las primeras películas en las que trabajó fueron La hostería del caballito blanco dirigida por Benito Perojo y La serpiente de cascabel dirigida por Carlos Schlieper, ambas de 1948; para esta última había sido seleccionada en un concurso organizado por la audición de radio Diario del cine.
Posteriormente intervino en muchos filmes, recordándose especialmente su participación en Los de la mesa 10 dirigida en 1960 por Simón Feldman. En televisión también actuó en diversos programas y entre los de más repercusión estuvieron Teleteatro para la hora del té, programa con el cual debutó en televisión compartiendo con Fernando Heredia, Nino, las cosas simples de la vida, Teatro como en el teatro (dirigido por Nino Fortuna Olazábal) e Historias para no dormir. También participó en los unitarios Mujeres en presidio, Coraje mamá, Inolvidable y Alta comedia.

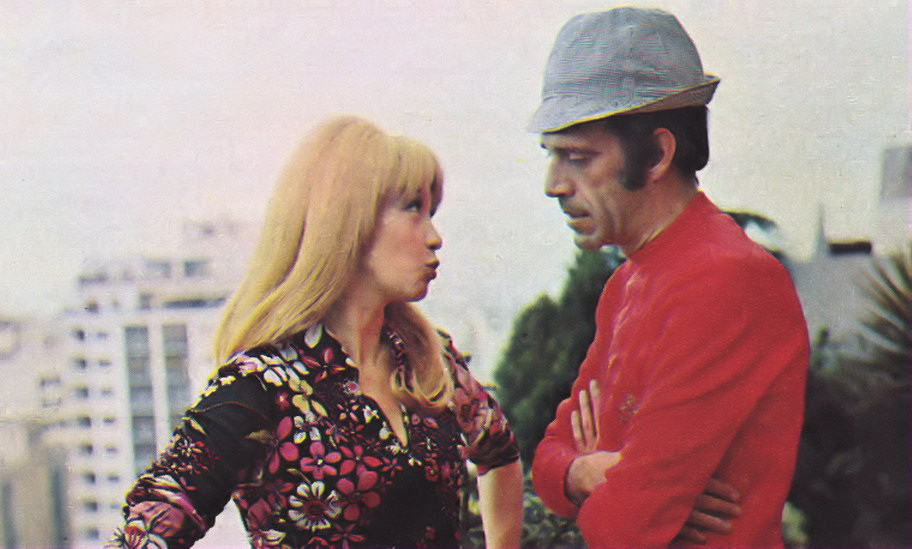
María Aurelia Bisutti (40) y Norberto Aroldi (39) en octubre de 1970

La actriz trabajó en varias telenovelas de Alberto Migré, Abel Santa Cruz y Alejandro Romay.
Además de actuar en radioteatros participó en transmisiones por Radio Nacional del programa Las dos carátulas como la de las obras El cuadro (2002), Janette (2003) y El naipe en la manga (2004). También actuó en el teatro, recordándosela por su participación en la obra Martina Céspedes. 
Su último trabajo fue sobre las tablas en 1997, dirigida por José María Muscari integró el elenco de su obra Piel de chancho donde Camilo Sánchez convenció a Bisutti que regresara del olvido en el papel de una operada con piel de chancho.
En 1999 recibió el premio Martín Fierro a la trayectoria.
En noviembre de 2003 la Legislatura porteña le entregó una plaqueta y un diploma por cumplirse 45 años de la primera emisión del programa Teleteatro para la hora del té, por Canal 7.

Soy simplemente una trabajadora de la cultura, y recibir este premio supone una enorme alegría y, además, un tributo que comparto con todos esos compañeros que tuve en mi trayectoria actoral.
María Aurelia Bisutti

Hacia fines del año 2009 realizó su último trabajo en el radioteatro Greta, una mujer más (que iba dentro del programa Serantes con todo en AM 1450 Radio el Sol) con mucho entusiasmo y con gran profesionalidad interpretó el personaje de Valeria Sofí, una pitonisa francesa, que Jorge Luis Suárez escribió especialmente para ella. Tanto Liliana Serantes como su autor se sintieron muy halagados de que la actriz decidiera aceptar la intervención en la tira radial. Después de la grabación estuvo en un largo reportaje en la misma emisora donde se repasó gran parte de su trayectoria.
«¡Se la veía feliz haciendo el personaje!», le dijo Liliana Serantes a Bisutti.

## Fallecimiento
A principios de 2010 fue internada en una residencia geriátrica de la localidad de Ingeniero Maschwitz (provincia de Buenos Aires) debido a una depresión que había derivado en demencia senil. Falleció de un paro cardiorrespiratorio el 12 de abril de 2010.
María Aurelia Bisutti fue madre de la actriz Paola Papini, quien le dio dos nietos.

## Espectáculos teatrales
- Martina Céspedes.
- Radioteatros y tangos.
- Común de mesa.
- El universo de las sensaciones.
- Festejante a mediodía.
- El organito.
- 2009: Piel de chancho.
- 2009: Greta, una mujer más (radioteatro).

## Filmografía
- 1981: Seis pasajes al infierno (dir. Fernando Siro)
- 1980: El diablo metió la pata (dir. Carlos Rinaldi)
- 1979: De cara al cielo (dir. Enrique Dawi)
- 1977: La nueva cigarra (dir. Fernando Siro)
- 1976: Allá donde muere el viento (dir. Fernando Siro)
- 1975: El inquisidor (dir. Bernardo Arias)
- 1972: Nino (dir. Federico Curiel)
- 1970: Con alma y vida (dir. David José Kohon)
- 1969: Kuma Ching (dir. Daniel Tinayre)
- 1968: Martín Fierro (dir. Leopoldo Torre Nilsson)
- 1968: El derecho a la felicidad (dir. Carlos Rinaldi)
- 1968: Lo prohibido está de moda (dir. Fernando Siro)
- 1966: Hotel alojamiento (dir. Fernando Ayala)
- 1965: Canuto Cañete, detective privado (dir. Leo Fleider)
- 1963: La calesita (dir. Hugo del Carril)
- 1962: Huis Clos (A puerta cerrada) (dir. Pedro Escudero)
- 1961: Amorina (dir. Hugo del Carril)
- 1961: Libertad bajo palabra (dir. Alfredo Bettamín)
- 1960: Los de la mesa 10 (dir. Simón Feldman)
- 1960: Culpable (dir. Hugo del Carril)
- 1960: Plaza Huincul (Pozo Uno) (dir. Lucas Demare)
- 1958: Alto Paraná (dir. Catrano Catrani)
- 1957: Historia de una carta (dir. Julio Porter)
- 1956: Sangre y acero (dir. Lucas Demare)
- 1954: Los ojos llenos de amor (dir. Carlos Schlieper)
- 1951: ¡Qué hermanita! (dir. Kurt Land)
- 1951: El heroico Bonifacio (dir. Enrique Cahen Salaberry)
- 1950: Los millones de Semillita (dir. Frederic Bernheim D'Acosta)
- 1950: Piantadino (dir. Francisco Mugica)
- 1949: Vidalita (dir. Luis Saslavsky)
- 1949: Avivato (dir. Enrique Cahen Salaberry)
- 1949: Cita en las estrellas (dir. Carlos Schlieper)
- 1948: La hostería del caballito blanco (dir. Benito Perojo)
- 1948: La serpiente de cascabel (dir. Carlos Schlieper)

## Televisión
- 1993-1994: Alta comedia (2 episodios)
  - 1993: "La marca en el ovillo"
  - 1994: "Eva florecida"
- 1992: Inolvidable, serie (Eglantina Alonso)
- 1986: Libertad condicionada, telenovela
- 1985: Coraje mamá, serie (Susana)
- 1981: Un latido distinto, serie (Soledad)
- 1979: El León y la Rosa, serie
- 1978: Los que verán a Dios
- 1978: Una mujer, un destino
- 1977: Donde empezó la tristeza, serie (Violeta)
- 1977: El hombre que yo inventé, serie
- 1976: Objetos varios
- 1975: Nacha Regules, miniserie
- 1974: La pesadilla
- 1974: Mi hijo Damián, serie (Consuelo)
- 1974: Siempre te amaré, serie (Flavia)
- 1973: Ese que no la quiere, serie (Flavia)
- 1973: Quiero saber tu verdad, serie (Valeria)
- 1973: Con odio y con amor, serie (Cecilia Bertucci)
- 1972: El Exterminador, miniserie de TV
- 1972: Malevo, serie (María Magda)
- 1972-1974: Alta comedia (7 episodios)
  - 1974: Narciso Ibáñez Menta presenta."La pesadilla" Unitarios. Canal 11.
  - 1974: Con odio y con amor (2 episodios)
  - 1974: Topaze
  - 1973: Ninoska
  - 1973: Trampa para un hombre solo
  - 1972: Caín
  - 1972: Casco de Oro
- 1971: Nino, serie (Natalia)
- 1971: Blas, serie (Rita)
- 1970: Años de amor y coraje, serie (Mercedes)
- 1969: La Señora Kooper
- 1969: Trampa para un Playboy, serie
- 1968: La pulpera de Santa Lucía, serie (Paula Corvalán)
- 1967: Mujeres en presidio, serie
- 1966: Nostalgias del tiempo lindo, serie (Mónica Espíndola)
- 1966: Tres Destinos, serie
- 1965: Cuatro Hombres para Eva, serie (Analía)
- 1965: Show Standard Electric, miniserie
- 1965: El relojero, serie (Ángela)
- 1965: Su Comedia Favorita, serie
- 1963: El Sátiro, miniserie
- 1962: Pecado de mujer
- 1962: El cielo es para Todos, serie
- 1960: Cumbres Borrascosas, serie (Catherine)
- 1960: Ana Karenina, serie (Ana Karenina)
- 1958: Más allá del color: la vida de Gauguin y Degás, miniserie
- 1956: Teleteatro para la Hora del Té, serie